# Anthobiomorphus rougemonti
Anthobiomorphus rougemonti is een keversoort uit de familie van de kortschildkevers (Staphylinidae). De wetenschappelijke naam van de soort werd voor het eerst geldig gepubliceerd in 2020 door Shavrin & Smetana.